# Liga Mexicana del Pacífico 1982-83
La Temporada 1982-83 de la Liga Mexicana del Pacífico fue la 25.ª edición, llevó el nombre de Mejor afición de México y comenzó el 5 de octubre de 1982.
En esta temporada todos los equipo jugaron solo con mexicanos, la liga nuevamente se dividió en dos zonas (Norte y Sur), se continuó con el sistema de puntos, se redujo el calendario de juegos de 92 a 74, además se lanzaron 4 juegos sin hit ni carrera, se estableció el récord de mejor efectividad y se lanzó un juego perfecto en juego de estrellas.
Esta campaña Francisco "Paquín" Estrada debutó en el béisbol mexicano como mánager-jugador, logrando su primer campeonato.
La temporada finalizó el 29 de enero de 1983, con la coronación de los Tomateros de Culiacán al vencer 4-2 en serie final a los Naranjeros de Hermosillo.

## Sistema de competencia

### Temporada regular
La temporada regular se dividió en dos vueltas, abarcando un total de 74 juegos a disputarse para cada uno de los diez clubes. Al término de cada mitad, se asigna un puntaje que va de 1 a 5 puntos en forma ascendente, según la clasificación (standing) general de cada club. El equipo con mayor puntaje se denomina campeón del rol regular. A continuación se muestra la distribución de dicho puntaje:
- Primera posición: 5 puntos
- Segunda: 4 puntos
- Tercera: 3 puntos
- Cuarta: 2 puntos
- Quinta: 1 puntos

### Postemporada
Tras el término de la temporada regular, los ocho equipos con mayor puntaje sobre la base de las dos vueltas de la temporada regular pasan a la etapa denominada postemporada (Play-offs) donde deben ganar 5 de 9 juegos para avanzar. De esta manera, el cuarto se enfrenta como visitante al segundo del standing en una serie, mientras que el primero y el tercero hacen lo mismo a su vez.

### Semifinal
Para la etapa de semifinales, los equipos que ganen la serie del primer play-offs se enfrentan en una serie de nueve juegos donde deben ganar cinco para avanzar a la final.

### Final
Se da entre los equipos que ganaron en la etapa de Semifinal, a ganar 4 de 7 juegos.

## Calendario
- Número de Juegos: 74 juegos

## Datos Sobresalientes
- Carlos Ibarra, lanza un juego sin hit ni carrera el 25 de noviembre de 1982, con los Naranjeros de Hermosillo en contra de Yaquis de Ciudad Obregón, siendo el número 21 de la historia de la LMP.

- Fernando Arroyo, lanza un juego sin hit ni carrera el 26 de noviembre de 1982, con los Algodoneros de Guasave en contra de Águilas de Mexicali, siendo el número 22 de la historia de la LMP.

- Eleno Cuen, lanza un juego sin hit ni carrera el 27 de noviembre de 1982, con los Marineros de Guaymas en contra de Algodoneros de Guasave, siendo el número 23 de la historia de la LMP.

- Larry Feola, lanza un juego sin hit ni carrera el 27 de diciembre de 1982, con los Algodoneros de Guasave en contra de Tomateros de Culiacán, siendo el número 24 de la historia de la LMP.

- Salvador Colorado establece el récord de efectividad de 0.53 en una temporada jugando con Potros de Tijuana.

- La selección Sur logra un juego perfecto combinado por Ramón Arano(Mazatlán), Ramón Villegas(Navojoa), Pablo Gutiérrez(Guasave), Salome Barojas(Culiacán) y Alfonso Pulido(Los Mochis), logrado en contra de la selección Norte en el juego de estrellas el 17 de noviembre de 1982, siendo el único en la historia de la LMP.

## Equipos participantes
| Liga Mexicana del Pacífico 1982-83 |                          |           |                   |                           |                          |           |
| Zona                               | Equipo                   | Fundación | Mánager           | Ciudad                    | Estadio                  | Capacidad |
| Norte                              | Águilas de Mexicali      | 1948      | Por definir       | Mexicali, Baja California | Nido de los Águilas      | 9,000     |
| Norte                              | Marineros de Guaymas     | 1945      | Por definir       | Guaymas, Sonora           | "Abelardo L. Rodríguez"  | 5,000     |
| Norte                              | Naranjeros de Hermosillo | 1944      | Por definir       | Hermosillo, Sonora        | Héctor Espino            | 10,000    |
| Norte                              | Potros de Tijuana        | 1948      | Por definir       | Tijuana, Baja California  | Cerro Colorado           | 10,000    |
| Norte                              | Yaquis de Ciudad Obregón | 1947      | Por definir       | Ciudad Obregón, Sonora    | Tomás Oroz Gaytán        | 10,000    |
| Sur                                | Algodoneros de Guasave   | 1970      | Por definir       | Guasave, Sinaloa          | Francisco Carranza Limón | 8,000     |
| Sur                                | Cañeros de Los Mochis    | 1947      | Por definir       | Los Mochis, Sinaloa       | Emilio Ibarra Almada     | 6,000     |
| Sur                                | Mayos de Navojoa         | 1950      | Por definir       | Navojoa, Sonora           | Manuel Ciclón Echeverría | 8,000     |
| Sur                                | Tomateros de Culiacán    | 1965      | Francisco Estrada | Culiacán, Sinaloa         | General Ángel Flores     | 10,000    |
| Sur                                | Venados de Mazatlán      | 1945      | Por definir       | Mazatlán, Sinaloa         | Teodoro Mariscal         | 6,000     |

## Standings

### Primera Vuelta
| Zona Norte               | Zona Norte | Zona Norte | Zona Norte | Zona Norte | Zona Norte | Zona Norte | Zona Norte |
| Equipo                   | JJ         | JG         | JP         | JE         | PCT        | JV         | PTS        |
| ------------------------ | ---------- | ---------- | ---------- | ---------- | ---------- | ---------- | ---------- |
| Águilas de Mexicali      | 38         | 24         | 14         | -          | .632       | -          | 5          |
| Marineros de Guaymas     | 38         | 23         | 15         | -          | .605       | 1.0        | 4          |
| Naranjeros de Hermosillo | 38         | 17         | 21         | -          | .447       | 7.0        | 3          |
| Potros de Tijuana        | 38         | 16         | 22         | -          | .421       | 8.0        | 2          |
| Yaquis de Ciudad Obregón | 38         | 14         | 24         | -          | .368       | 10.0       | 1          |

| Zona Sur               | Zona Sur | Zona Sur | Zona Sur | Zona Sur | Zona Sur | Zona Sur | Zona Sur |
| Equipo                 | JJ       | JG       | JP       | JE       | PCT      | JV       | PTS      |
| ---------------------- | -------- | -------- | -------- | -------- | -------- | -------- | -------- |
| Mayos de Navojoa       | 38       | 21       | 17       | -        | .553     | -        | 5        |
| Algodoneros de Guasave | 38       | 19       | 18       | 1        | .514     | 1.5      | 4        |
| Venados de Mazatlán    | 38       | 19       | 19       | -        | .500     | 2.0      | 3        |
| Tomateros de Culiacán  | 37       | 18       | 19       | -        | .486     | 2.5      | 2        |
| Cañeros de Los Mochis  | 37       | 17       | 19       | 1        | .472     | 3.0      | 1        |

### Segunda vuelta
| Zona Norte               | Zona Norte | Zona Norte | Zona Norte | Zona Norte | Zona Norte | Zona Norte | Zona Norte |
| Equipo                   | JJ         | JG         | JP         | JE         | PCT        | JV         | PTS        |
| ------------------------ | ---------- | ---------- | ---------- | ---------- | ---------- | ---------- | ---------- |
| Marineros de Guaymas     | 35         | 19         | 13         | 3          | .594       | -          | 5          |
| Potros de Tijuana        | 31         | 18         | 13         | -          | .581       | 0.5        | 4          |
| Naranjeros de Hermosillo | 33         | 16         | 17         | -          | .485       | 3.5        | 3          |
| Yaquis de Ciudad Obregón | 35         | 15         | 20         | -          | .429       | 5.5        | 2          |
| Águilas de Mexicali      | 35         | 14         | 20         | 1          | .412       | 6.0        | 1          |

| Zona Sur               | Zona Sur | Zona Sur | Zona Sur | Zona Sur | Zona Sur | Zona Sur | Zona Sur |
| Equipo                 | JJ       | JG       | JP       | JE       | PCT      | JV       | PTS      |
| ---------------------- | -------- | -------- | -------- | -------- | -------- | -------- | -------- |
| Tomateros de Culiacán  | 34       | 19       | 14       | 1        | .576     | -        | 5        |
| Algodoneros de Guasave | 35       | 18       | 15       | 2        | .545     | 1.0      | 4        |
| Venados de Mazatlán    | 35       | 17       | 17       | 1        | .500     | 2.5      | 3        |
| Mayos de Navojoa       | 33       | 15       | 17       | 1        | .469     | 3.5      | 2        |
| Cañeros de Los Mochis  | 34       | 13       | 18       | 3        | .419     | 5.0      | 1        |

### General
| Zona Norte               | Zona Norte | Zona Norte | Zona Norte | Zona Norte | Zona Norte | Zona Norte | Zona Norte |
| Equipo                   | JJ         | JG         | JP         | JE         | PCT        | JV         | PTS        |
| ------------------------ | ---------- | ---------- | ---------- | ---------- | ---------- | ---------- | ---------- |
| Marineros de Guaymas     | 73         | 42         | 28         | 3          | .600       | -          | 9          |
| Águilas de Mexicali      | 73         | 38         | 34         | 1          | .527       | 5.0        | 6          |
| Potros de Tijuana        | 69         | 34         | 35         | -          | .493       | 7.5        | 6          |
| Naranjeros de Hermosillo | 71         | 33         | 38         | -          | .465       | 9.5        | 6          |
| Yaquis de Ciudad Obregón | 73         | 29         | 44         | -          | .397       | 14.5       | 3          |

| Zona Sur               | Zona Sur | Zona Sur | Zona Sur | Zona Sur | Zona Sur | Zona Sur | Zona Sur |
| Equipo                 | JJ       | JG       | JP       | JE       | PCT      | JV       | PTS      |
| ---------------------- | -------- | -------- | -------- | -------- | -------- | -------- | -------- |
| Algodoneros de Guasave | 73       | 37       | 33       | 3        | .528     | -        | 8        |
| Tomateros de Culiacán  | 71       | 37       | 33       | 1        | .528     | -        | 7        |
| Mayos de Navojoa       | 71       | 36       | 34       | 1        | .514     | 1.0      | 7        |
| Venados de Mazatlán    | 73       | 36       | 36       | 1        | .500     | 2.0      | 6        |
| Cañeros de Los Mochis  | 71       | 30       | 37       | 4        | .447     | 5.5      | 2        |

| Avanza a Play-offs |

## Playoffs
|  | Primer Play Off | Primer Play Off | Primer Play Off |          |            | Semifinales | Semifinales | Semifinales |  |            | Final      | Final | Final |  |
|  |                 |                 |                 |          |            |             |             |             |  |            |            |       |       |  |
|  |                 |                 |                 |          |            |             |             |             |  |            |            |       |       |  |
|  | Tijuana         | Tijuana         | 5               |          |            |             |             |             |  |            |            |       |       |  |
|  | Tijuana         | Tijuana         | 5               |          |            |             |             |             |  |            |            |       |       |  |
|  | Guaymas         | Guaymas         | 0               |          |            |             |             |             |  |            |            |       |       |  |
|  | Guaymas         | Guaymas         | 0               |          | Hermosillo | Hermosillo  | 5           |             |  |            |            |       |       |  |
|  |                 |                 |                 |          | Hermosillo | Hermosillo  | 5           |             |  |            |            |       |       |  |
|  |                 |                 | Tijuana         | Tijuana  | 0          |             |             |             |  |            |            |       |       |  |
|  | Hermosillo      | Hermosillo      | Tijuana         | Tijuana  | 0          | 5           |             |             |  |            |            |       |       |  |
|  | Hermosillo      | Hermosillo      |                 |          |            |             |             |             |  |            |            |       |       |  |
|  | Mexicali        | Mexicali        | 2               |          |            |             |             |             |  |            |            |       |       |  |
|  | Mexicali        | Mexicali        | 2               |          |            |             |             |             |  | Hermosillo | Hermosillo | 2     |       |  |
|  |                 |                 |                 |          |            |             |             |             |  | Hermosillo | Hermosillo | 2     |       |  |
|  |                 |                 | Culiacán        | Culiacán | 4          |             |             |             |  |            |            |       |       |  |
|  | Navojoa         | Navojoa         | Culiacán        | Culiacán | 4          | 5           |             |             |  |            |            |       |       |  |
|  | Navojoa         | Navojoa         |                 |          |            |             |             |             |  |            |            |       |       |  |
|  | Guasave         | Guasave         | 3               |          |            |             |             |             |  |            |            |       |       |  |
|  | Guasave         | Guasave         | 3               |          | Navojoa    | Navojoa     | 2           |             |  |            |            |       |       |  |
|  |                 |                 |                 |          | Navojoa    | Navojoa     | 2           |             |  |            |            |       |       |  |
|  |                 |                 | Culiacán        | Culiacán | 5          |             |             |             |  |            |            |       |       |  |
|  | Mazatlán        | Mazatlán        | Culiacán        | Culiacán | 5          | 1           |             |             |  |            |            |       |       |  |
|  | Mazatlán        | Mazatlán        |                 |          |            |             |             |             |  |            |            |       |       |  |
|  | Culiacán        | Culiacán        | 5               |          |            |             |             |             |  |            |            |       |       |  |
|  | Culiacán        | Culiacán        | 5               |          |            |             |             |             |  |            |            |       |       |  |
|  |                 |                 |                 |          |            |             |             |             |  |            |            |       |       |  |

### Primer Play-off
| Zona Norte               | Zona Norte | Zona Norte | Zona Norte | Zona Norte | Zona Norte |
| Equipo                   | JJ         | JG         | JP         | PCT        | JV         |
| ------------------------ | ---------- | ---------- | ---------- | ---------- | ---------- |
| Potros de Tijuana        | 5          | 5          | 0          | 1.000      | -          |
| Naranjeros de Hermosillo | 7          | 5          | 2          | .714       | -          |
| Águilas de Mexicali      | 7          | 2          | 5          | .286       | 3.0        |
| Marineros de Guaymas     | 5          | 0          | 5          | .000       | 5.0        |

| Zona Sur               | Zona Sur | Zona Sur | Zona Sur | Zona Sur | Zona Sur |
| Equipo                 | JJ       | JG       | JP       | PCT      | JV       |
| ---------------------- | -------- | -------- | -------- | -------- | -------- |
| Tomateros de Culiacán  | 6        | 5        | 1        | .833     | -        |
| Mayos de Navojoa       | 8        | 5        | 3        | .625     | -        |
| Algodoneros de Guasave | 8        | 3        | 5        | .375     | 2.0      |
| Venados de Mazatlán    | 6        | 1        | 5        | .167     | 4.0      |

| Avanza a semifinal |

### Semifinal
| Zona Norte               | Zona Norte | Zona Norte | Zona Norte | Zona Norte | Zona Norte |
| Equipo                   | JJ         | JG         | JP         | PCT        | JV         |
| ------------------------ | ---------- | ---------- | ---------- | ---------- | ---------- |
| Naranjeros de Hermosillo | 5          | 5          | 0          | 1.000      | -          |
| Potros de Tijuana        | 5          | 0          | 5          | .000       | 5.0        |

| Zona Sur              | Zona Sur | Zona Sur | Zona Sur | Zona Sur | Zona Sur |
| Equipo                | JJ       | JG       | JP       | PCT      | JV       |
| --------------------- | -------- | -------- | -------- | -------- | -------- |
| Tomateros de Culiacán | 7        | 5        | 2        | .714     | -        |
| Mayos de Navojoa      | 7        | 2        | 5        | .286     | 3.0      |

| Avanza a la final |

## Final
| Equipos                  | JJ | JG | JP | PCT  | JV  |
| ------------------------ | -- | -- | -- | ---- | --- |
| Tomateros de Culiacán    | 6  | 4  | 2  | .667 | -   |
| Naranjeros de Hermosillo | 6  | 2  | 4  | .333 | 2.0 |

| Campeón |

## Cuadro de Honor
| Equipos                  | Posición   |
| ------------------------ | ---------- |
| Tomateros de Culiacán    | Campeón    |
| Naranjeros de Hermosillo | Subcampeón |
| Mayos de Navojoa         | 3° Lugar   |
| Potros de Tijuana        | 4° Lugar   |
| Algodoneros de Guasave   | 5° Lugar   |
| Águilas de Mexicali      | 6° Lugar   |
| Venados de Mazatlán      | 7° Lugar   |
| Marineros de Guaymas     | 8° Lugar   |
| Cañeros de Los Mochis    | 9° Lugar   |
| Yaquis de Ciudad Obregón | 10° Lugar  |

## Designaciones
A continuación se muestran a los jugadores más valiosos de la temporada.
| Designación         | Ganador           | Equipo                   |
| ------------------- | ----------------- | ------------------------ |
| Jugador Más Valioso | Salomé Barojas    | Tomateros de Culiacán    |
| Pitcher del Año     | Salvador Colorado | Potros de Tijuana        |
| Novato del año      | Matías Carrillo   | Marineros de Guaymas     |
| Mánager del Año     | Francisco Estrada | Tomateros de Culiacán    |
| Mánager Campeón     | Francisco Estrada | Tomateros de Culiacán    |
| Campeón de Bateo    | Héctor Espino     | Naranjeros de Hermosillo |
| Campeón de Pitcheo  | Salvador Colorado | Potros de Tijuana        |